# Volksbank Gera Jena Rudolstadt
Die Volksbank eG Gera Jena Rudolstadt ist eine Genossenschaftsbank in Thüringen.

## Geschäftsgebiet
Das Geschäftsgebiet der Bank erstreckt sich über die kreisfreie Großstadt Jena, die kreisfreie Stadt Gera, die Landkreise Saalfeld-Rudolstadt, Sonneberg, Ilm-Kreis, Saale-Holzland, Saale-Orla und den nördlichen Teil des Landkreises Greiz.

## Geschichte

### Die Gründung
Die Volksbank eG Gera Jena Rudolstadt ist Rechtsnachfolgerin des Vorschussvereins Rudolstadt, der am 16. März 1857 von neun Mitgliedern gegründet wurde. Dadurch schufen sich die damaligen Handwerker, Kleingewerbetreibenden, Landwirte und Kleinsparer die Möglichkeit, unabhängig von überhöhten Zinsforderungen privater Geldverleiher, Rücklagen zu bilden und Kredite aufzunehmen. Bereits eine Woche nach Gründung wurde beschlossen, sich nicht mehr Verein, sondern Gesellschaft zu nennen.

### Namensänderungen (1857–1891)
Am 15. September 1869 folgte dann die Umbenennung der Gesellschaft in „Vorschuß-Verein in Rudolstadt eingetragene  Gesellschaft“ sowie der Eintrag in das Genossenschaftsregister. Die nächste Umbenennung erfolgte im Jahre 1889 in „Vorschuß-Verein in Rudolstadt eingetragene Genossenschaft mit unbeschränkter Haftung“. Allerdings wurde bereits zwei Jahre danach die unbeschränkte Haftung in beschränkte Haftung geändert, und die Mitgliederzahl überstieg erstmals die 1000er-Marke.

### Die ersten Filialen (1920–1927)
Am 2. September 1920 wurde die erste Zweigstelle in Oberweißbach eröffnet, und es erfolgte die Änderung des Namens von „Verein“ zu „Bank“ so dass es ab diesem Zeitpunkt „Gewerbe- und Handelsbank e.G.m.b.H.“ hieß. Wachsende Kundenzahlen in den Folgejahren ermöglichten am 12. November 1927 in Sitzendorf die Eröffnung einer zweiten Zweigstelle. In Mellenbach wurde des Weiteren der Vorschuß-Verein Mellenbach übernommen. Die Gewerbe- und Handelsbank Rudolstadt konnte damit eine weitere Filiale ihr Eigen nennen.

### Umbau, Ausbau und Modernisierung (1935–1940)
1935 kam es dann zur Übernahme des Vorschussvereins Remda, und die neue Filiale dort konnte am 15. Oktober des Jahres eröffnet werden. 1936 ging eine weitere Zahlstelle in Schwarza in Betrieb. Um die Hauptstelle zu entlasten, wurde 1937 eine weitere Geschäftsstelle in Rudolstadt mit moderner und diebstahlsicherer Nachttresor-Anlage im Geschäftshaus errichtet.
Am 11. Dezember 1939 erfolgte bei der zweiten ordentlichen Generalversammlung die Umbenennung in „Volksbank Rudolstadt e.G.m.b.H.“. Dies geschah aufgrund der in ganz Deutschland während der Nazizeit stattfindenden Vereinheitlichungen, infolge dessen alle Kreditgenossenschaften diese Namensänderung vornehmen mussten.
Ende des Jahres 1940 wurde der Umbau der Hauptfiliale abgeschlossen. Dieser umfasste die Neugestaltung und den Ausbau der Räume, den Bau eines geräumigen Schalters, die Schaffung eines Publikumsraumes sowie den Einbau einer Be- und Entlüftungsanlage, die in ihrer Grundkonstruktion bis 1996 in Nutzung war.

### Einrichtung der Besatzungszone (1945–1946)
Am 26. Juli 1945 wurde die Volksbank Rudolstadt e.G.m.b.H., wie auch alle anderen Banken in der Sowjetischen Besatzungszone (SBZ), geschlossen. Anfang Oktober stellte der Vorstand bei den zuständigen Besatzungsbehörden einen Antrag auf Wiedereröffnung der Bank, welchem am 8. Oktober stattgegeben wurde. Dies galt allerdings nur für die Hauptstelle in Rudolstadt und nicht für Zweigstellen, die aber ab dem 12. November nach der Erteilung der Genehmigung durch das Landesamt für Finanzen in Weimar ebenfalls wieder öffneten.
Die für die Wiederaufnahme der Geschäfte notwendige Generalversammlung fand am 25. April 1946 statt. Auf dieser wurde neben der Bestätigung des Aufsichtsrates und des Vorstandes auch der neue Name „Bank für Handwerk und Gewerbe eGmbH in Rudolstadt“ bestimmt.

### Mitgliederschwund (1950–1966)
In den Folgejahren kam es zu einem Mitgliederschwund. Die Zahlen sanken jährlich und betrugen im Jahr 1962 nur noch 1.757. Die Gründe dafür waren Wohnungsverlegung, Aufkündigung oder Tod der jeweiligen Mitglieder. Im August 1961 riss der Flüchtlingsstrom in Richtung Westen durch den Mauerbau ab; der Mitgliederschwund blieb dennoch bestehen. Zum Ende des Jahres 1964 hatte die Bank noch 1.517 Mitglieder. Seit dem Höchststand von 1949 büßte die Bank insgesamt 2.116 oder  rund 58 Prozent ihrer Mitglieder ein. Ende 1965 sank diese weiter auf 1.384 Mitglieder und erreichte somit den Wert vom Beginn des Jahrhunderts.

### Technische Neuerungen 1966
Das Jahr 1966 war ein Jahr der technischen Neuerungen und Rationalisierungen. Am 1. April  wurde das Spargirokonto für den bargeldlosen Zahlungsverkehr eingeführt. Darüber hinaus wurde für 15.000 Mark der Deutschen Notenbank eine moderne Telefonanlage installiert und vom Aufsichtsrat beschlossen, in der Hauptfiliale eine Alarmanlage einzubauen, um den Sicherheitsstandard zu erhöhen.

### Vergrößerung des Geschäftsgebietes (1968–1969)
In den Jahren 1967 und 1968 wurden die nächsten Schritte zum Ausbau der Bank zur Flächenbank unternommen. Am 18. Mai 1967 fusionierten zunächst die Banken für Handwerk und Gewerbe Königsee und Rudolstadt. Des Weiteren traf man noch im selben Jahr die Vorbereitungen für eine Fusion mit den Banken für Handwerk und Gewerbe Schwarzburg und Bad Blankenburg. Zunächst wurde 1968 die Fusion mit der Bank für Handwerk und Gewerbe in Schwarzburg erfolgreich durchgeführt und diese von diesem Zeitpunkt an als Zweigstelle weitergeführt.

### Einführung der elektronischen Datenverarbeitung (1968–1971)
Den Schwerpunkt des Jahres 1968 bildete die Vorbereitung zur Einführung der elektronischen Datenverarbeitung (EDV). Eingeführt werden sollte diese Neuerung im Bezirk Gera im ersten Quartal 1971. Allerdings war zuvor eine Bezirksbereinigung notwendig. Aus diesem Grunde kam vom Rat des Kreises Neuhaus und dem Deutschen Genossenschaftsverband Berlin der Vorschlag, dass die Geschäftsstellen Mellenbach und Oberweißbach an die Gewerbebank Steinheid abgegeben werden sollten. Dieser Vorschlag wurde in der Generalversammlung am 5. April angesprochen und fand die Zustimmung der Anwesenden, so dass am 30. September 1969 diese Zweigstellen endgültig zu Steinheid kamen.
Im ersten Halbjahr 1971 wurde die EDV eingeführt. Die Gewerbebank Rudolstadt bekam diese Technik als erste im damaligen Bezirk Gera. Nach anfänglichen Startschwierigkeiten konnten Service und Effizienz der Bank deutlich gesteigert werden. Außerdem wurde bereits am 17. April 1970 der Name in „Genossenschaftsbank für Handwerk und Gewerbe Rudolstadt“ geändert.

### Fusionen von 1972 bis 1974
Ab 1972 wurde daran gearbeitet, mit weiteren Banken zu verschmelzen und damit das Geschäftsgebiet zu vergrößern. Infolgedessen erfolgte am 17. April 1973 nun auch die bereits 1968 angestrebte Verschmelzung der Genossenschaftsbanken für Handwerk und Gewerbe Rudolstadt und Bad Blankenburg. Diese wurde am 4. Mai durch die Generalversammlung bestätigt. Ebenfalls wurde der Verschmelzung mit der Genossenschaftsbank für Handwerk und Gewerbe Kahla zugestimmt.
Am 17. Mai des folgenden Jahres kam es anlässlich der Generalversammlung zu einer weiteren Namensänderung. Der neue Name lautete ab diesem Zeitpunkt „Genossenschaftskasse für Handwerk und Gewerbe der DDR der Kreise Rudolstadt und Jena“. Als Hauptsitz der Genossenschaftskasse blieb Rudolstadt bestehen.

### Die Wiedervereinigung (1989–1990)
Als 1989 die Grenzen der DDR geöffnet wurden gab, es in den Folgejahren zahlreiche Veränderungen. Die „Genossenschaftskasse für Handwerk und Gewerbe der DDR der Kreise Rudolstadt und Jena“ nannte sich im jetzt wiedervereinten Deutschland „Volksbank Rudolstadt-Jena eG“. Auf den bundesweiten EDV-Standard mit Online-Betrieb konnte bereits am 2. November 1990 umgestellt werden. Unterstützung erhielt man dabei von den Kollegen der bayerischen und hessischen Volks- und Raiffeisenbanken. Dem Genossenschaftsverband Hessen / Rheinland-Pfalz trat die Volksbank Rudolstadt-Jena eG am 1. Januar 1991 bei, wie zahlreiche Thüringer Volksbanken zuvor. Daraufhin änderte sich dessen Name in „Genossenschaftsverband Hessen / Rheinland-Pfalz / Thüringen e.V.“

### Beitritt zum BVR 1991
Im Februar 1991 erteilte die Bank dem zuständigen Prüfungsverband, dem Genossenschaftsverband Hessen/Rheinland-Pfalz e.V. Frankfurt, den Auftrag zur Prüfung der wirtschaftlichen Verhältnisse der Bank auf Grundlage der DM-Eröffnungsbilanz und zur Anfertigung eines Berichtes über die zwischenzeitlich eingetretene Entwicklung und über das Ergebnis der Prüfung. Dieser Bericht war zur Vorlage beim Bundesverband der Deutschen Volks- und Raiffeisenbanken e.V. (BVR) bestimmt und sollte als Anlage zum Antrag auf Aufnahme in die Sicherungseinrichtung des BVR dienen. Dem Antrag wurde mit dem Schreiben des Bundesverbandes der Deutschen Volks- und Raiffeisenbanken vom 25. Juni 1991 zugestimmt und die Bank in den Verband aufgenommen. Durch die Zugehörigkeit zur Sicherheitseinrichtung des BVR ist ein 100%iger Institutsschutz gegeben.

## Fusionen/Verschmelzungen

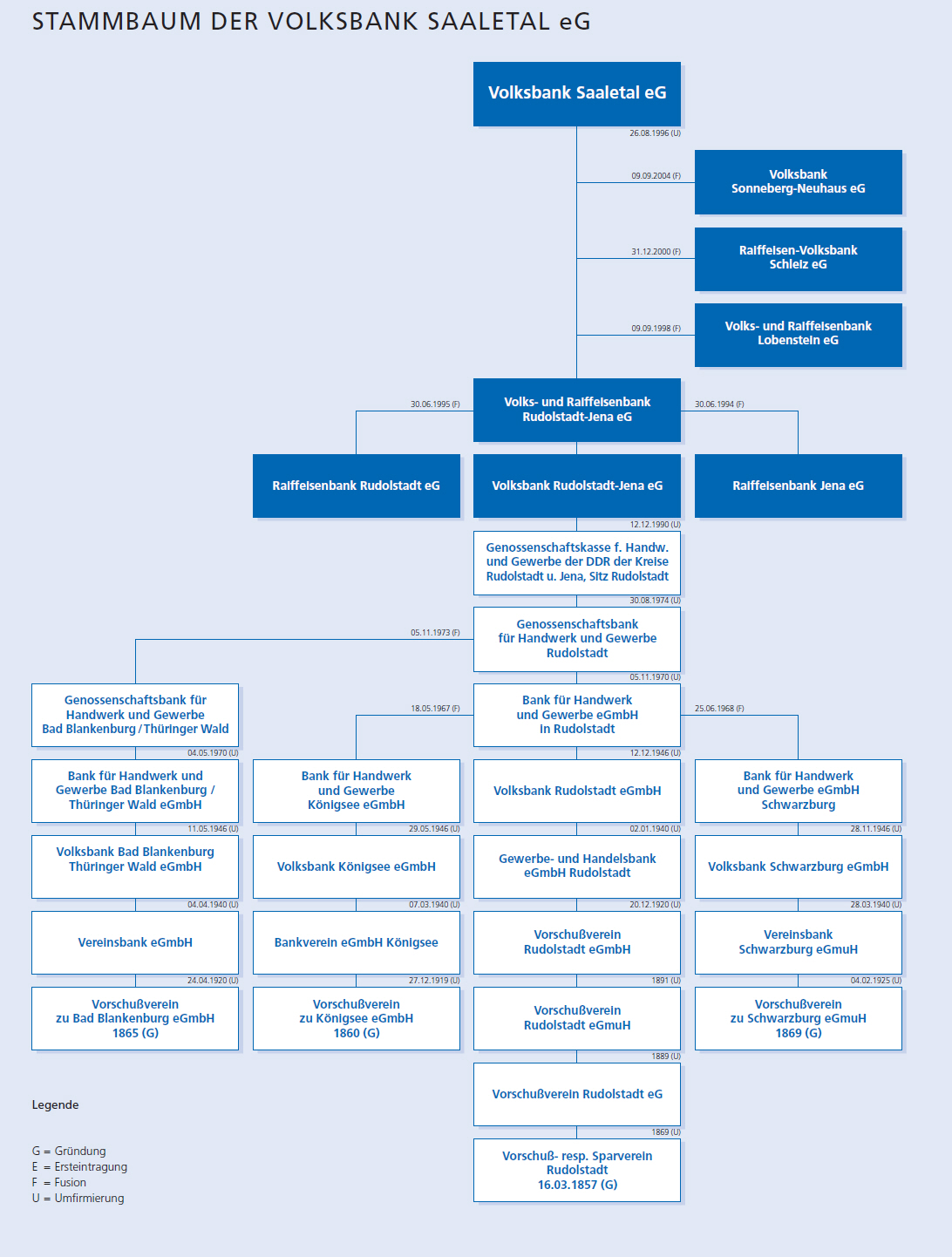
Stammbaum Volksbank Saaletal

- 1927 Übernahme des Vorschuß-Verein Mellenbach
- 1967 Fusion der Bank für Handwerk und Gewerbe Königsee und der Bank für Handwerk und Gewerbe Rudolstadt
- 1968 Fusion mit der Bank für Handwerk und Gewerbe in Schwarzburg
- April 1973 Fusion der Genossenschaftsbank für Handwerk und Gewerbe Rudolstadt mit der Genossenschaftsbank für Handwerk und Gewerbe Bad Blankenburg
- 1973 Verschmelzung mit der Genossenschaftsbank für Handwerk und Gewerbe Kahla
- Juli 1994 Fusion mit der Raiffeisenbank Jena eG
- November 1994 Fusion mit der Raiffeisenbank Rudolstadt eG
- September 1998 Fusion mit der Volks- und Raiffeisenbank Lobenstein eG
- Dezember 2000 Fusion mit der Raiffeisen-Volksbank Schleiz eG
- 9. September 2004 Verschmelzung mit der Volksbank Sonneberg-Neuhaus eG
- 1. September 2015 Verschmelzung mit der Geraer Bank eG

## Namenshistorie
- 1857 Vorschußverein Rudolstadt
- 1869 Vorschußverein in Rudolstadt eingetragene Gesellschaft
- 1889 Vorschußverein in Rudolstadt eingetragene Genossenschaft mit unbeschränkter Haftung
- 1891 Vorschußverein in Rudolstadt eingetragene Genossenschaft mit beschränkter Haftung
- 1920 Gewerbe- und Handelsbank e.G.m.b.H
- 1940 Volksbank Rudolstadt e.G.m.b.H.
- 1946 Bank für Handwerk und Gewerbe eGmbH in Rudolstadt
- 1970 Genossenschaftsbank für Handwerk und Gewerbe Rudolstadt
- 1974 Genossenschaftskasse für Handwerk und Gewerbe der DDR der Kreise Rudolstadt und Jena
- 1990 Volksbank Rudolstadt-Jena eG
- 1994 Volks- und Raiffeisenbank Rudolstadt-Jena eG
- 1996 Volksbank Saaletal eG
- 2015 Volksbank eG Gera • Jena • Rudolstadt